# Buccinaria pendula
Buccinaria pendula é uma espécie de gastrópode do gênero Buccinaria, pertencente a família Raphitomidae.